# Espace de Kolmogorov
Pour les articles homonymes, voir T0.
En topologie et dans d'autres branches des mathématiques, un espace de Kolmogorov (ou espace T0) est un espace topologique dans lequel tous les points peuvent être « distingués du point de vue topologique ». De tous les axiomes de séparation qui peuvent être demandés à un espace topologique, l'axiome T0 est le plus faible (c'est-à-dire le moins contraignant en hypothèses).
Les espaces de Kolmogorov doivent leur nom au mathématicien russe Andreï Kolmogorov.

## Définition
Un espace topologique X est dit T0 si pour tout couple d'éléments distincts {\displaystyle (x,y)\in X^{2}}, il existe un voisinage de x qui ne contient pas y ou il existe un voisinage de y qui ne contient pas x.
Avec les termes appropriés, X est dit T0 si tous x et y distincts sont topologiquement discernables
De façon équivalente, X est dit T0 si pour tous x et y distincts :
- il existe un ouvert qui contient l'un des deux points mais pas l'autre ;
- ou encore, l'un des deux points n'est pas adhérent à l'autre.

Notons que le « ou » de la définition devient un « et » pour les espaces T1.

## Exemples et contre-exemples

### Exemples
- La topologie droite d'un ordre est T0. Elle n'est T1 que si elle est discrète, c'est-à-dire si cet ordre est l'égalité. Par exemple, sur un ensemble pointé (X, p) :
  - la topologie dont les ouverts sont ∅ et les parties contenant p est T0, mais pas T1 si X a d'autres éléments que p ({p} n'est alors pas fermé). Si X a deux éléments, il s'agit de l'espace de Sierpiński.
  - de même pour la topologie dont les fermés sont ces mêmes parties ({p} est alors le seul singleton fermé).
- La topologie de Zariski sur un spectre d'anneau commutatif est toujours T0. Les points non fermés correspondent aux idéaux premiers non maximaux. Ils sont importants pour comprendre les schémas.

### Contre-exemples
- Un espace muni de la topologie grossière n'est pas T0, dès qu'il contient plus d'un élément. Plus généralement, la topologie d'Alexandrov d'un préordre n'est pas T0, sauf si ce préordre est un ordre.
- Un ℝ-espace vectoriel, muni d'une semi-norme qui n'est pas une norme, n'est pas T0.

## Indiscernabilité
Dans un espace topologique, deux points sont dits indiscernables s'ils appartiennent exactement aux mêmes ouverts, ou encore s'ils ont exactement les mêmes voisinages. C'est la relation d'équivalence associée au préordre de spécialisation : x ≤ y si et seulement si x appartient à l'adhérence du singleton {y}. Un espace est donc T0 lorsque les classes d'équivalence sont toutes réduites à des singletons, autrement dit lorsque le préordre est un ordre.

## Propriétés
Le quotient d'un espace topologique quelconque par la relation d'équivalence précédente, appelé quotient de Kolmogorov, est toujours un espace de Kolmogorov.
Un produit d'espaces non vides est de Kolmogorov si et seulement si chaque facteur l'est.
Tout sous-espace d'un espace de Kolmogorov est encore de Kolmogorov.
Tout espace de Kolmogorov X est homéomorphe à un sous-espace du produit QC(X, Q), où Q est l'intervalle [0, 1] muni de la topologie stricte à gauche et C(X, Q) est l'ensemble des applications continues de X dans Q. Il se plonge aussi naturellement dans le produit SC(X, S) ≃ ST, où S est la paire {0, 1} munie de la topologie de Sierpiński et C(X, S) est l'ensemble des applications continues de X dans S, équipotent à l'ensemble T des ouverts de X.